# Бунт

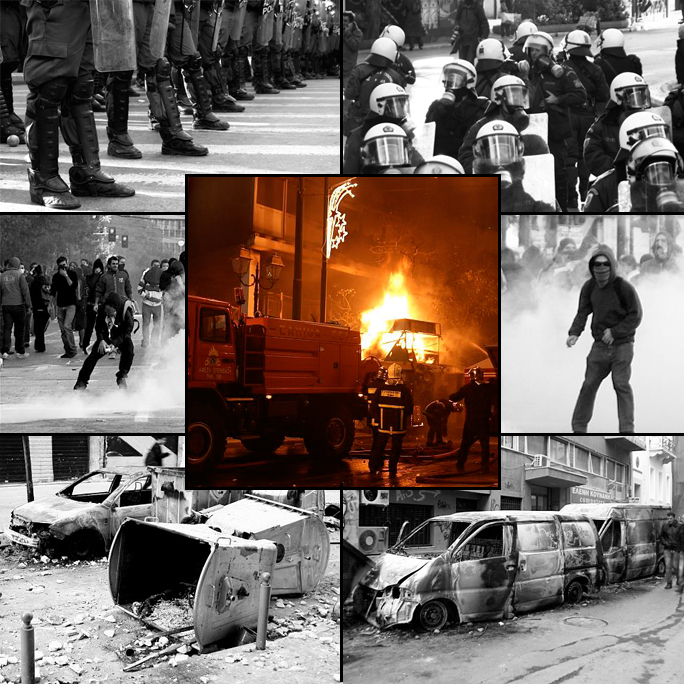
Беспорядки.

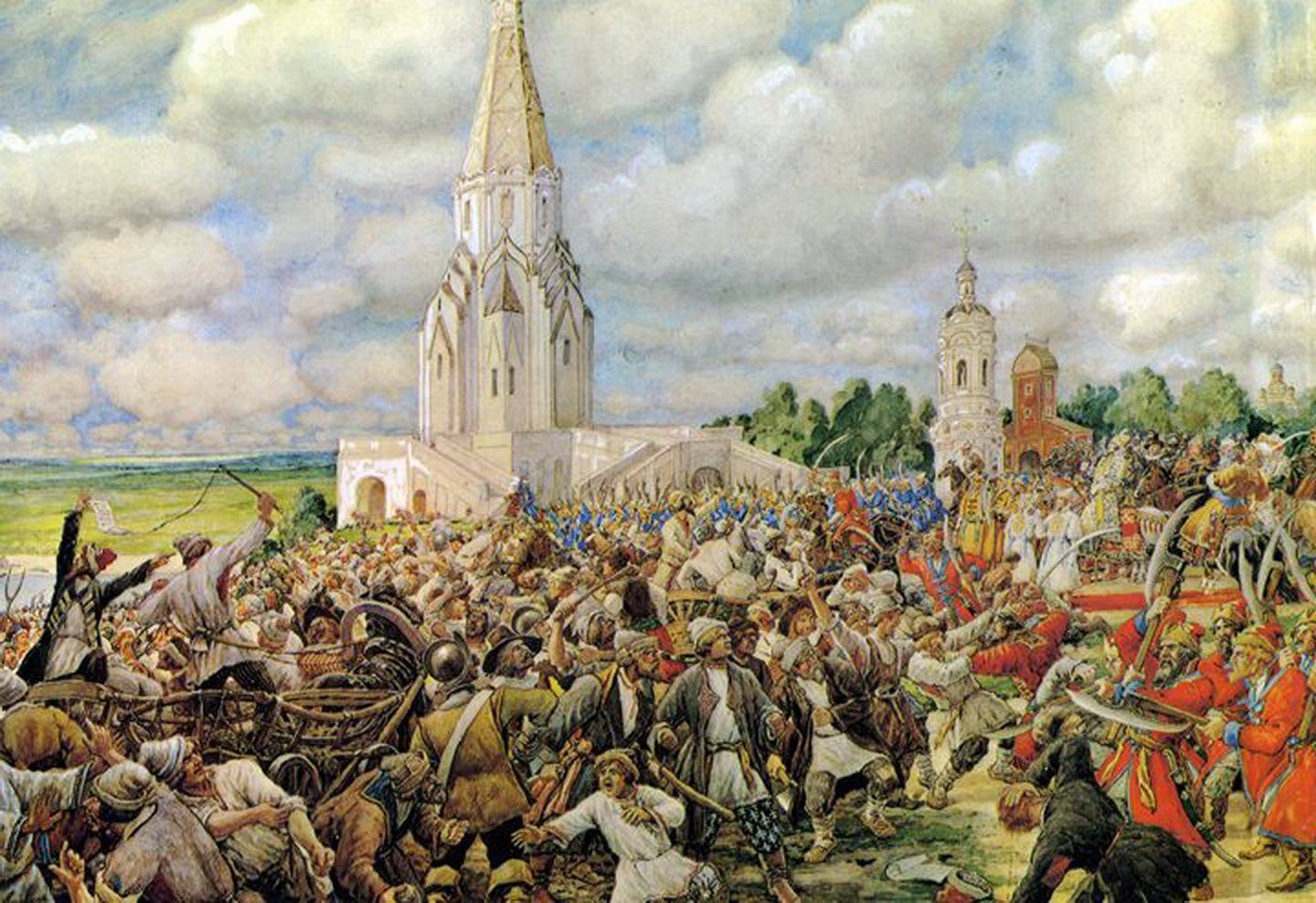
Медный бунт. 1662. (Эрнест Лисснер, 1938)

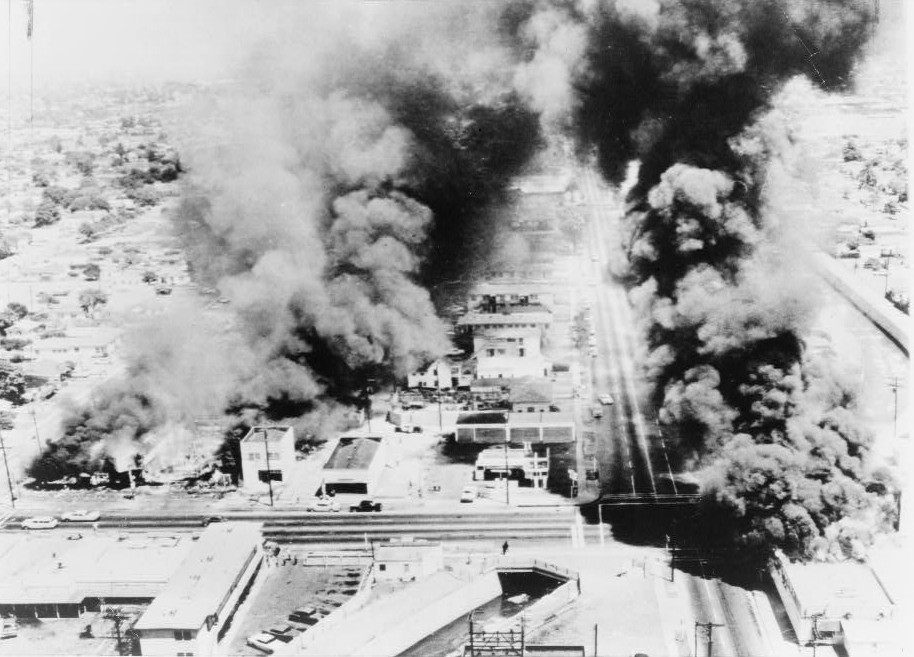
Горящие дома во время бунта в Уоттсе, в 1965 году.

Бунт (от нем. Bund «соединение, союз, связка») — массовое несогласие и неприемлемость народом существующего режима правления, выражающееся в физической и иногда кровавой форме.
Бунтовщи́к м., бунтовщи́ца ж. — участник бунта, мятежа словом или делом: мятежник, заговорщик, крамольник[wikt], возмутитель[wikt].

## История
Бунт — активное, действенное сопротивление существующей власти с целью свержения, отмены её влияния, волеизъявления и авторитета, установленных ею законов и порядков с целью последующего установления собственной власти, выражающей и воплощающей собственные интересы, устремления и волеизъявления.
Толковый словарь Даля дает «бунт» в значении «скоп, заговор, возмущение, мятеж, открытое сопротивление народа законной власти». Толковый словарь Ожегова определяет бунт как «стихийно возникшее восстание, мятеж». Это определение перешло в специализированные словари по конфликтологии: «бунт — стихийно возникшее восстание, мятеж».
В политологии бунт определяется, как «нелегальная форма политического протеста, стихийное восстание, мятеж; как правило — ответная реакция на какие-либо действия государственных органов власти». Специальные исследования определяет бунт как «социальный протест, принимающий массовый характер и радикальные формы» (восстание, мятеж, революция, гражданская война, массовые антиправительственные выступления). Термин имеет и другие значения.
Ненасильственный бунт — гражданский бунт, включающий в себя общее отрицание законности данного режима, массовые стачки, крупные демонстрации, прекращение экономической активности, повсеместный отказ от политического сотрудничества. Отказ от политического сотрудничества может включать в себя акции государственных служащих и неповиновение армии и полиции. На заключительных этапах, обычно создается параллельное правительство. В случае успеха путём гражданского бунта можно добиться свержения существующего режима в течение нескольких дней или недель, в отличие от длительной борьбы, которая может затянуться на месяцы и годы. В результате гражданского бунта свергнутые лидеры обычно бывают вынуждены покинуть страну. Примером может служить изгнание из страны Фердинанда Маркоса (1986 год), иранского шаха Мохаммед Реза Пехлеви (1979 год). Гражданский бунт также называют «ненасильственным бунтом».
Как правило, словом «бунт» характеризуются непродолжительные во времени так называемые беспорядки, вплоть до восстания, носящие стихийный, локальный и плохо организованный характер. Причины бунта и требования бунтовщиков также часто ограничены. Бунт не приводит к значительной смене существующих порядков. Интенсивность бунта может иметь широкий спектр, от простого неповиновения до массовых насильственных действий. Бунт законных вооруженных группировок или силовых структур (армии, флота, авиации, полиции, спецслужб и тому подобное) обычно называется «мятеж».

## Бунт в имперской России
В царской России понятие «бунт» было расширено законом 4 июня 1874 года и под этим термином понимались:

«…восстание скопом и заговором против государя и государства, умысел ниспровергнуть правительство во всем государстве или в некоторой его части, переменить образ правления или установленный законами порядок наследия престола, составление на сей конец заговора или принятие участия в составленном уже для того заговоре или в действиях оного, со знанием о цели сих действий, или в сборе, хранении и раздаче оружия и других приготовлениях к восстанию»,

также всякая попытка ниспровергнуть существующий порядок правления в более или менее отдалённом будущем.

### Бунты
- Соляной бунт 1648 г.
- Медный бунт 1662 г.
- Разинский бунт 1667—1671 гг.
- Сеитовский бунт 1681—1684 гг.
- Первый стрелецкий бунт 1682 г.
- Красноярский бунт 1695 г.
- Второй стрелецкий бунт 1698 г.
- Астраханский бунт 1705—1706 гг.
- Булавинский бунт 1707—1708 гг.
- Тарский бунт 1722 г.
- Чумной бунт 1771 г.
- Пугачевский бунт 1773—1775 гг.
- Есауловский бунт 1792—1794 гг.
- Чугуевский бунт 1819 г.
- Бунт Семёновского полка 1820 г.
- Бунт Черниговского полка 1825—1826 гг.
- Чумной бунт в Севастополе (1830)
- Холерные бунты в Российской империи 1830—1831 гг.
- Картофельные бунты в Российской империи 1834, 1840—1841 гг.
- Монастырёвский бунт 1889 г.
- Холерный бунт в Ташкенте 24 июня 1892 года
- Рижский бунт 1899 г.
- Сахарный бунт (1916)